# Габарево
Габа́рево (болг. Габарево) — село в Старозагорській області Болгарії. Входить до складу общини Павел-Баня.

## Населення
За даними перепису населення 2011 року у селі проживали 1458 осіб.
Національний склад населення села:
| Національність   | Кількість осіб | Відсоток |
| ---------------- | -------------- | -------- |
| турки            | 787            | 57,1%    |
| болгари          | 527            | 38,2%    |
| цигани           | 26             | 1,9%     |
| інша             | 19             | 1,4%     |
| не визначились   | 20             | 1,5%     |
| Всього відповіли | 1379           |          |

Розподіл населення за віком у 2011 році:
Динаміка населення: